# Daniele Rugani
Daniele Rugani, né le 29 juillet 1994 à Lucques, en Toscane, en Italie, est un footballeur international italien qui joue au poste de défenseur central à la Juventus.

## Biographie

### Carrière en club
Daniele Rugani commence son parcours junior en 2000 au centre de formation d'Empoli FC où il reste douze années.

#### Juventus FC
À l'été 2015, Rugani est officiellement retourné à la Juventus. Il a fait ses débuts avec le club le 30 septembre 2015, en entrant en tant que remplaçant dans une victoire 2–0 à domicile contre Séville lors de la phase de groupes de la Ligue des Champions de l'UEFA, faisant également ses débuts européens dans le processus. Il a fait sa première titularisation avec le club le 16 décembre, dans une victoire 4–0 sur les rivaux de la ville, Torino, dans le Derby della Mole au tour de 16 de la Coppa Italia. Ses débuts en Serie A avec le club sont survenus quatre jours plus tard, lorsqu'il a remplacé le défenseur vétéran Andrea Barzagli à la 56e minute d'une victoire 3–2 à l'extérieur contre Carpi. Il a fait sa première titularisation en championnat pour le club dans une victoire 2–1 à l'extérieur contre Sampdoria en Serie A, le 10 janvier 2016. Le 24 avril, Rugani a reçu son premier carton jaune de toute sa carrière en Serie A lors de sa 53e apparition en Serie A. Il a été averti à la 72e minute d'une victoire 2–1 à l'extérieur contre Fiorentina ; sa dernière carte au niveau du club avait été avec Empoli, le 1er mars 2014, lors d'un match à l'extérieur en Serie B contre Sienne. Après la défaite de Naples contre Roma le lendemain, la Juventus a remporté le titre de champion avec trois matchs d'avance.
Le 21 septembre 2016, Rugani a fait sa première apparition de la saison et a marqué son premier but pour la Juventus, lors d'une victoire 4–0 à domicile contre Cagliari. Le 7 décembre, Rugani a marqué son premier but en Ligue des Champions de l'UEFA lors de sa troisième apparition dans la compétition, lors d'une victoire 2–0 à domicile contre Dinamo Zagreb. Le 14 décembre, Rugani a prolongé son séjour à la Juventus, en signant un nouveau contrat qui courrait jusqu'en 2021.

#### Prêt à l'Empoli FC
Par la suite, il est prêté deux ans à l'Empoli FC sans option d'achat. Il s'impose en tant que titulaire et gagne beaucoup de temps de jeu. Il réalise deux saisons complètes et convaincantes, avec 42 et 39 matchs joués pour 2 et 3 buts marqués.
En juin 2015, Arsenal transmet une offre de 18 M€ à la Juventus FC, offre qui est refusée par le joueur. Lors de son retour à la Juventus FC, Daniele Rugani prolonge son contrat jusqu'en 2020 et déclare : « Je me sens prêt. Le vestiaire sera certainement différent de celui d’Empoli, mais je ne suis pas effrayé. Je suis curieux et désireux de voir si je suis à la hauteur de ces champions ». Le 30 septembre 2015, il fait ses débuts avec la Juventus FC à l'occasion d'un match de Ligue des champions face au Séville FC (victoire 2-0).
Le 21 septembre 2016, il marque son premier but avec la Juventus FC lors de la victoire 4-0 contre Cagliari Calcio. Quelques mois plus tard, le 7 décembre 2016, il inscrit pour la première fois son nom au tableau des buteurs en Ligue des champions lors de la victoire 2-0 au Juventus Stadium face au Dinamo Zagreb.

#### Prêt au Stade rennais FC
En manque de temps de jeu avec la Juventus FC, il est prêté pour une saison au Stade rennais FC,.

#### Prêt à Cagliari
En manque de temps de jeu avec le Stade rennais FC, il retourne à la Juventus et est prêté jusqu'à la fin de la saison à Cagliari.

## Style de jeu
Rugani est un défenseur central grand, tactiquement polyvalent et physiquement fort, qui est bon dans les airs, tant en défense qu'en attaque. Il est particulièrement connu pour son anticipation, son intelligence et sa capacité à marquer, malgré son absence de rythme ou de mobilité notables,,. Il est également considéré comme un joueur correct,, qui évite souvent de s'engager dans des confrontations d'homme à homme, préférant anticiper par son positionnement. Grâce à une bonne technique, il est capable de distribuer le jeu depuis sa ligne de défense,,. Considéré comme l'un des jeunes joueurs italiens les plus prometteurs de sa génération, en 2015, il a été nommé l'un des meilleurs joueurs du monde nés après 1994, par Don Balón.

## Statistiques
| Saison                | Club                    | Championnat           | Championnat | Championnat | Coupe(s) nationale(s) | Coupe(s) nationale(s) | Supercoupe | Supercoupe | Compétition(s) continentale(s) | Compétition(s) continentale(s) | Compétition(s) continentale(s) | Coupe du monde des clubs | Coupe du monde des clubs | Italie | Italie | Total | Total |
| Saison                | Club                    | Division              | M.          | B.          | M.                    | B.                    | M.         | B.         | Comp.                          | M.                             | B.                             | M.                       | B.                       | M.     | B.     | M.    | B.    |
| 2013-2014             | Empoli FC (prêt)        | Serie B               | 40          | 2           | 2                     | 0                     | -          | -          | -                              | -                              | -                              | -                        | -                        | -      | -      | 42    | 2     |
| 2014-2015             | Empoli FC (prêt)        | Serie A               | 38          | 3           | 1                     | 0                     | -          | -          | -                              | -                              | -                              | -                        | -                        | -      | -      | 39    | 3     |
| Sous-total            | Sous-total              | Sous-total            | 78          | 5           | 3                     | 0                     | -          | -          | -                              | -                              | -                              | -                        | -                        | -      | -      | 81    | 5     |
| 2015-2016             | Juventus FC             | Serie A               | 17          | 0           | 3                     | 0                     | 0          | 0          | C1                             | 1                              | 0                              | -                        | -                        | -      | -      | 21    | 0     |
| 2016-2017             | Juventus FC             | Serie A               | 15          | 2           | 2                     | 0                     | 1          | 0          | C1                             | 2                              | 1                              | -                        | -                        | 3      | 0      | 23    | 3     |
| 2017-2018             | Juventus FC             | Serie A               | 22          | 2           | 2                     | 0                     | 0          | 0          | C1                             | 2                              | 0                              | -                        | -                        | 4      | 0      | 30    | 2     |
| 2018-2019             | Juventus FC             | Serie A               | 15          | 2           | 1                     | 0                     | 0          | 0          | C1                             | 4                              | 0                              | -                        | -                        | -      | -      | 20    | 2     |
| 2019-2020             | Juventus FC             | Serie A               | 10          | 0           | 2                     | 0                     | 0          | 0          | C1                             | 2                              | 0                              | -                        | -                        | -      | -      | 14    | 0     |
| 2021-2022             | Juventus FC             | Serie A               | 10          | 0           | 1                     | 1                     | 1          | 0          | C1                             | 4                              | 0                              | -                        | -                        | -      | -      | 16    | 1     |
| 2022-2023             | Juventus FC             | Serie A               | 9           | 0           | 0                     | 0                     | -          | -          | C1                             | 1                              | 0                              | -                        | -                        | -      | -      | 10    | 0     |
| 2023-2024             | Juventus FC             | Serie A               | 17          | 2           | 1                     | 1                     | -          | -          | -                              | -                              | -                              | -                        | -                        | -      | -      | 18    | 3     |
| 2024-2025             | Juventus FC             | Serie A               | 0           | 0           | 0                     | 0                     | -          | -          | -                              | -                              | -                              | 1                        | 0                        | -      | -      | 1     | 0     |
| Sous-total            | Sous-total              | Sous-total            | 114         | 8           | 12                    | 2                     | 2          | 0          | -                              | 16                             | 1                              | 1                        | 0                        | 7      | 0      | 152   | 11    |
| 2020-2021             | Stade rennais FC (prêt) | Ligue 1               | 1           | 0           | 0                     | 0                     | -          | -          | C1                             | 1                              | 0                              | -                        | -                        | -      | -      | 2     | 0     |
| 2020-2021             | Cagliari (prêt)         | Serie A               | 19          | 1           | 1                     | 0                     | -          | -          | -                              | -                              | -                              | -                        | -                        | -      | -      | 20    | 1     |
| 2024-2025             | Ajax Amsterdam (prêt)   | Eredivisie            | 15          | 0           | 2                     | 1                     | -          | -          | C3                             | 8                              | 0                              | -                        | -                        | -      | -      | 25    | 1     |
| Total sur la carrière | Total sur la carrière   | Total sur la carrière | 229         | 17          | 17                    | 3                     | 2          | 0          | -                              | 25                             | 1                              | 1                        | 0                        | 7      | 0      | 281   | 21    |

## Palmarès
|  |  | Juventus - Serie A - Champion : 2016, 2017, 2018, 2019 et 2020 - Coupe d'Italie - Vainqueur : 2016, 2017, 2018 et 2024 - Finaliste : 2020 - Supercoupe d'Italie - Vainqueur : 2015 et 2018 - Finaliste : 2016, 2017 et 2019 - Ligue des champions - Finaliste : 2017 |

## Vie privée
Rugani est en couple avec la journaliste italienne Michela Persico depuis 2015 ; le couple a eu un fils ensemble né en septembre 2020.
Le 11 mars 2020, il a été annoncé que Rugani avait été testé positif pour le COVID-19, tout en étant asymptomatique, au milieu de sa pandémie en Italie,. Il est devenu le premier joueur signalé en Serie A à avoir été testé positif pour le COVID-19.